# 茨城県道226号鶏足山片庭線

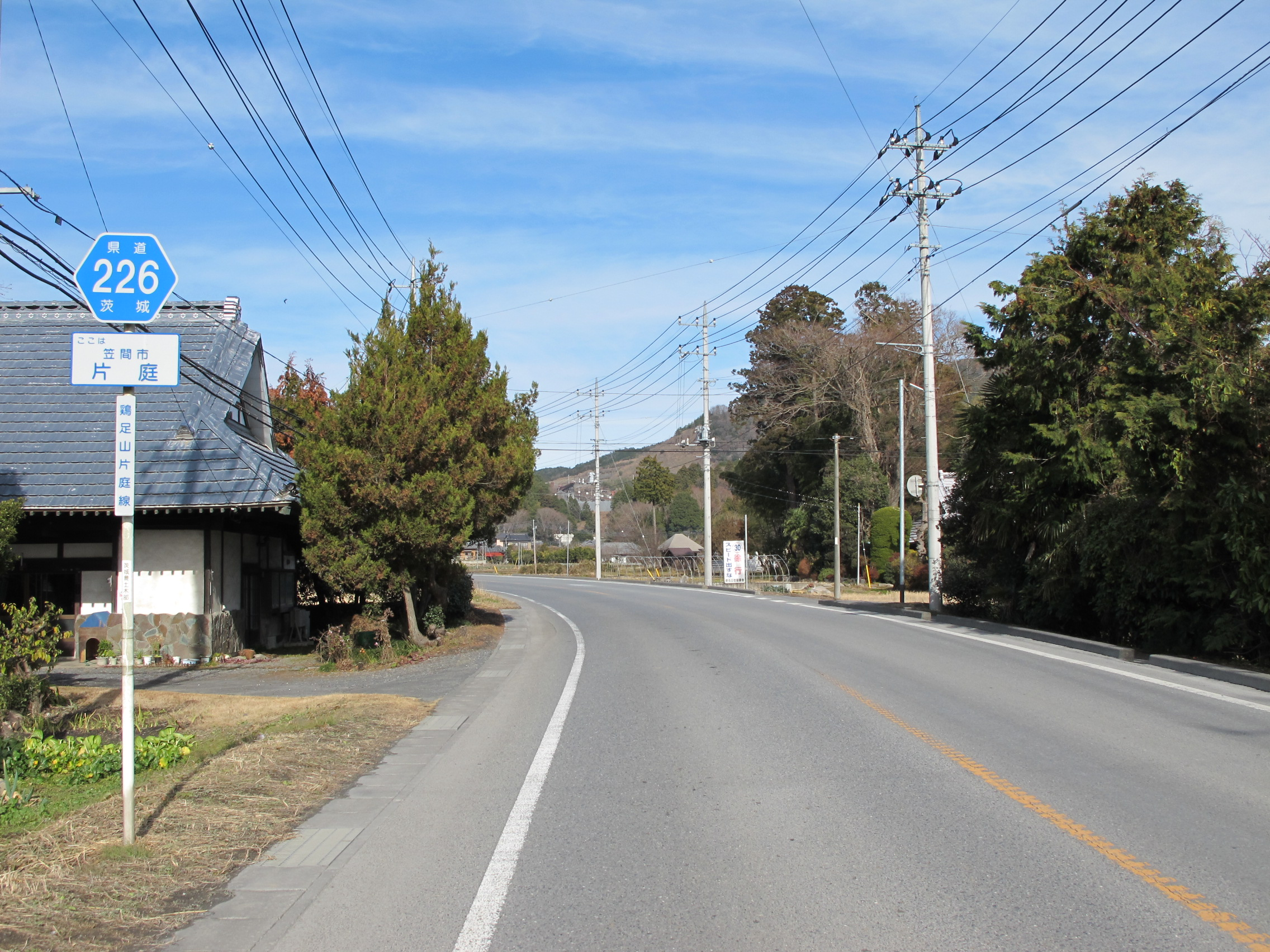
茨城県道226号鶏足山片庭線
笠間市片庭（2013年12月）

茨城県道226号鶏足山片庭線（いばらきけんどう226ごう けいそくざん かたにわせん）は、茨城県東茨城郡城里町から同県笠間市までを結ぶ県道である。

## 路線概要
- 起点：東茨城郡城里町下赤沢（鶏足山入口）
- 終点：笠間市片庭（茨城県道1号宇都宮笠間線交点）
- 総延長：5.920 km[1]
- 重用延長：なし[1]
- 未供用延長：なし[1]
- 実延長：5.920 km[1]
- 自動車交通不能区間延長[注釈 1]：なし[1]

城里町内は農村地帯を通りのどかな風景が広がるが、笠間市内は山間地帯で沿道に採石場が多数あるため大型ダンプカーの通行が多い。

## 歴史
1959年（昭和34年）10月14日、新たな県道として、起点を茨城県西茨城郡七会村大字下赤沢 鶏足山入口、終点を笠間市片庭町までを区間とする県道鶏足山片庭線として茨城県が県道路線認定している。

### 年表
- 1959年（昭和34年）10月14日：県道鶏足山片庭線（図面対照番号318）として路線認定される[2]。道路の区域は、西茨城郡七会村大字下赤沢 鶏足山入口から笠間市片庭町の主要地方道宇都宮水戸線交点までと決定された[3]。

## 通過する自治体
- 茨城県
  - 東茨城郡城里町 - 笠間市

## 交差する道路
- 茨城県道225号鶏足山線（東茨城郡城里町下赤沢）
（起点から県道225号交点まで重複区間）